# テュヌス・ヨルダーン
テュヌス・ヨルダーン（Theuns Jordaan、1971年1月10日 - 2021年11月17日）は、南アフリカ共和国の歌手・ギター奏者・作曲家。東ケープ州出身。

## ディスコグラフィー
- Vreemde stad (1999)
- Tjailatyd (2002)
- Seisoen (2005)
- Grootste Treffers (2007)